# Comic LO
《Comic LO》（日语：／），簡稱LO，是茜新社发行的日本成人漫画雜誌，2002年9月20日創刊，隔月21日發行。《Comic LO》以「不要熄滅蘿莉漫畫的燈」（ロリ漫画の灯を消すな）為主旨創刊。它的理念為「只有蘿莉塔的漫畫」。其內容如同理念所顯示的般，以描畫幼小少女的性場面為主。創刊號的標語是「雖然是小孩子但有什麼問題嗎？」（子供ですが、何か?）。

## 概要
最開始《Comic LO》只是作為《Comic 天魔》的增刊不定期出版，在第5期後改為《熟女物語》（熟女ものがたり）的增刊，並開始定期出版。至2006年2月號（2005年12月21日發售）開始成為獨立月刊。2012年7月發行數達成100期，2016年9月發行數達成150期。
出版方在2018年7月號（2018年5月21日發售）上刊登了〈價格更改通知〉，表示為了讓雜誌「能夠活下去」，他們將於下期起，把從創刊開始維持不變的售價（648日元）上調至815日元（不含稅），並把漫畫家等創作者的原稿費從每頁7500日元提高至8000日元。2023年8月號開始改為隔月出版，之後沒有出版《Comic LO》的月份會改為出版姊妹誌《Loe》，其內容以《Comic LO》漫畫不採用的題材為主調，凌辱便是其中一例。

## 封面圖
TAKAMICHI自創刊便一直為《Comic LO》繪製封面圖畫，由宮村和生進行雜誌封面排版設計。與其他成人向雜誌不同的是，《Comic LO》在封面上的插畫很多都沒有情色感，反而偏向描繪少女日常生活的形象（也有繪畫裸體的少女的例子，不過仍屬少數情況）。
封面一般會附上一句標語，該標語是由總編輯和編輯部長決定的。在2017年2月號，由於TAKAMICHI突然病倒，故該期的封面只好改為一整片粉色。

## 其他
稿件征集廣告
在第26期，官方為了征集稿件，而刊登了一部自嘲漫畫，當中「茜新社很厲害的人」這樣說：「不覺得最近內容很單調重複嗎？」「就因為這樣讀者调查上也有人抱怨說『就算隔月出版也沒有所謂，內容就給我充實一點吧』」，之後威脅「LO編輯部長」，要他「就算打Core（Core出版社）打鱷魚（Wani Magazine社）也給我带原稿回來」。之後其每一期都會刊登稿件征集廣告。官方在2007年3月號上宣佈設立「Comic LO带稿大賞」（COMIC LO持ち込み大賞，2009年7月改稱為「LO漫畫賞」）。
由於帶稿漫畫家不斷增加，故《Comic LO》於2015年6月號略為推薦了、前島龍、姫野蜜柑等帶稿漫畫家的作品。茜新社亦於第111、112、115、116屆Comitia上收集帶稿者的稿件。

意見廣告
官方會在《Comic LO》雜誌上以標語自嘲，比如「我們（蘿莉控），也是普通人」、「Yes Lolita! No touch!」、「是蘿莉控就要保護孩子」、「違法的上傳和下載，正在讓我們的戀人消失（殺死我們的戀人）」等提醒讀者自重的標語。還有該雜誌以「蘿莉控聚集起來肯定沒什麼正經事」為由，決定不設有讀者投稿欄目。

商標
在2013年12月號，官方表示已為LO的商标進行註冊。登記號碼為第5618570號（登記日期為2013年9月27日）、第5620634號（登記日期為2013年10月4日）、第5620635號（登記日期為2013年10月4日）。

## 發行
《Comic LO》可在日本各大設有成人專區的書店和網站購買。

### 電子發行
《Comic LO》自2015年1月號起開始發行電子版。從該期開始，《Comic LO》電子版開始可在DMM.R18（後來更名為FANZA）上購買。之後它還經DLsite發行。

## 相關刊物

### 姊妹刊
Comic高
JK主題成人漫畫雜誌。2013年12月27日創刊。2018年9月29日後休刊。

Comic saseco
《Comic高》的增刊，以碧池女主題為主。2016年10月31日創刊。第三期之後休刊。

### 增刊
好色少年
正太、偽娘主題成人漫畫雜誌。2012年2月25日創刊。

Girls forM
受虐主題限定成人漫畫雜誌。2012年5月19日創刊。第20期之後休刊。

Juicy
以跟初中生合意性交為主題的成人漫畫雜誌。2013年1月18日創刊。17期之後休刊。

Comic青葉
《Comic高》的後繼誌。以季刊形式於2019年2月26日創刊，預定3年後休刊。創辦人希望這本雜誌能夠像女高中生般，共伴讀者3年。這本每期皆以不同的「學年」和「季節」為主題。

永遠娘
以蘿莉老太婆（ロリババァ）為主題的成人漫畫雜誌。2016年6月30日創刊。

## 外部連結
- COMIC LO （页面存档备份，存于） - 茜新社
- 茜新社 COMIC LO公式サイト，存于
- コミックLO公認モバイルサイト，存于
- 好色少年的X（前Twitter）
- Girls forM的X（前Twitter）
- Juicy的X（前Twitter）
- COMICアオハ的X（前Twitter）
- 永遠娘的X（前Twitter）